# ㄸ
ㄸ(표준어: 쌍디귿, 문화어: 된디읃)은 한글 낱자의 ㄷ을 어울러 쓴 것이다. 첫소리로만 쓰이고 끝소리로는 쓰이지 않는다.
훈민정음 초성 체계로는 혓소리이다. 현대 한국어에서는 된소리이다.
ㄷ의 된소리를 표기하기로 정식으로 정한 때는 1933년에 제정한 한글 맞춤법 통일안이다. ‘쌍디귿’이라고 하는 이름도 이때 붙였다.
국제음성기호로는 [ t˭ ] 또는 [ t͈ ]로 표기한다.

## 코드 값
| 종류                  | 종류           | 글자 | 유니코드 | HTML     |
| --------------------- | -------------- | ---- | -------- | -------- |
| 한글 호환 자모        | 한글 호환 자모 | ㄸ   | U+3138   | &#12600; |
| 한글 자모 영역        | 첫소리         | ᄄᅠ   | U+1104   | &#4356;  |
| 한글 자모 영역        | 끝소리         | ᅟᅠퟍ   | U+D7CD   | &#55245; |
| 한양 사용자 정의 영역 | 첫소리         |   | U+F792   | &#63378; |
| 한양 사용자 정의 영역 | 끝소리         |   | U+F882   | &#63618; |
| 반각                  | 반각           | ﾨ    | U+FFA8   | &#65448; |

## 정보
| 자명 | 쌍디귿（남） 된디읃（북） |
| 발음 | 어두 : [ t˭ ], 어중 : [ t˭ ], 어말 : [ t ̚ ], 어두 구개음화 : [ ȶ˭ ], 어중 구개음화 : [ ȶ˭ ]（남） 어두 : [ t˭ ], 어중 : [ t˭ ], 어말 : [ t ̚ ], 어두 구개음화 : [ ȶ˭ ], 어중 구개음화 : [ ȶ˭ ]（북） |
| 이음 | 후행 자음이 평음일 경우 평음이 경음으로 된다. |